# .af
.af ist die länderspezifische Top-Level-Domain (ccTLD) Afghanistans. Sie wurde am 16. Oktober 1997 eingeführt und wird vom Ministerium für Kommunikation und Informationstechnologie (Ministry of Communications and IT) in Kabul verwaltet. Diese wiederum hat die Adresse an das sogenannte Afghanistan Network Information Center (kurz AfNIC) übergeben.

## Geschichte
Die Endung .af wurde zunächst von einer Privatperson aus Kabul verwaltet. Durch den afghanischen Bürgerkrieg und die Tatsache, dass die IANA im Verlauf des Krieges den Kontakt zu dieser Person verloren hatte, wurde die Registrierung neuer Adressen zunächst ausgesetzt. Im September 2002 konnte die afghanische Übergangsregierung neue Papiere zur Verwaltung der Top-Level-Domain vorlegen, woraufhin .af an das entsprechende Ministerium übergeben wurde. Im Jahr 2006 wurde bekannt, dass AfNIC zu den Unterstützern der Top-Level-Domain .asia gehört.

## Eigenschaften
Insgesamt darf eine .af-Domain zwischen zwei und 63 Zeichen lang sein und nur alphanumerische Zeichen beinhalten, da internationalisierte Domainnamen bislang nicht unterstützt werden. Die Vergabe erfolgt vollkommen automatisiert – auch im Falle eines Transfers – und benötigt üblicherweise nur wenige Stunden. Unter .af können sowohl Second- als auch Third-Level-Domains registriert werden, wobei letztere Personen und Unternehmen mit Wohnsitz beziehungsweise Niederlassung im Land vorbehalten sind. Auf zweiter Ebene sind zahlreiche spezialisierte Domains verfügbar, etwa .com.af für Unternehmen, .net.af für Internet-Provider oder .edu.af für Bildungseinrichtungen.

## Weblink
- Offizielle Website der Vergabestelle AfNIC